# Хорошун, Кирилл Александрович
Кирилл Александрович Хорошун (7 июля 1904, Бахмутский уезд, Екатеринославская губерния — 15 марта 1975, Омская область) — советский хозяйственный деятель, Герой Социалистического Труда.

## Биография
Родился в 1904 году в селе Встретинка. Член КПСС.
С 1920 года — на хозяйственной, общественной и политической работе. В 1920—1973 гг. — организатор коллективного сельского хозяйства в Сибири, директор племенного молочного совхоза «Омский» № 54 в Омском районе Омской области, директор племенного молочного совхоза/госплемзавода «Нижне-Иртышский» в Саргатском районе Омской области.
Указом Президиума Верховного Совета СССР от 12 ноября 1951 года присвоено звание Героя Социалистического Труда с вручением ордена Ленина и золотой медали «Серп и Молот».
Погиб на трассе Омск — Тара в 1975 году.